# Charles Dobias
Charles Karol Dobias (* 6. August 1914 in Klátova Nová Ves; † 12. März 2001 in Winnipeg, Manitoba, Kanada) war ein kanadischer Geiger.
Der aus der Slowakei stammende Dobias kam im Alter von sieben Jahren nach Toronto. Er studierte am Royal Conservatory bei Kathleen Parlow. 1955 spielte er eine Rolle in der kanadischen Fernsehserie Folio.
Ein Stipendium des Canada Council ermöglichte ihm den Besuch von Sommerkursen bei Josef Suk in den Jahren 1972 bis 1974. Er war Mitglied des Toronto Symphony Orchestra unter Leitung von Seiji Ozawa und nahm an dessen Konzertreisen durch Japan, England und Frankreich teil. Als Konzertmeister und Solist der National Ballet Company of Canada tourte er durch Kanada, die USA und Mexiko.
1970 wurde Dobias Konzertmeister des Edmonton Symphony Orchestra, 1972 Konzertmeister des Royal Winnipeg Ballet und Zweiter Konzertmeister des Winnipeg Symphony Orchestra. 1996 gründete er den Slowakischen Nationalen Violinwettbewerb in Bratislava, den der bis in das Jahr 2000 leitete.